# Fjodor Abramowitsch Blinow

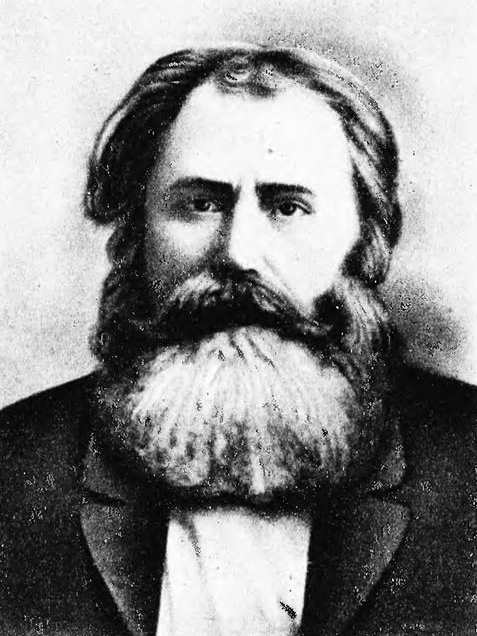
Fjodor Abramowitsch Blinow (vor 1902)

Fjodor Abramowitsch Blinow (* 25. Juli 1831 in Nikolskoje, Oblast Saratow; † 24. Juni 1902 in Balakowo) war ein russischer Mechaniker-Autodidakt und Erfinder des weltweit ersten Raupentraktors (Einführung 1877, patentiert 1879).
Später entwickelte Blinow seine Idee weiter und baute den ersten dampfbetriebenen Raupentraktor für die landwirtschaftliche Nutzung (1881–1888), Geschwindigkeit 3,2 km/h. Sein „selbstfahrender“ Traktor wurde erfolgreich getestet und auf Industrieausstellungen und der landwirtschaftlicher Ausstellung 1896 in Nischni Nowgorod gezeigt.
Sein Werk setzte Jakow Wasiljewitsch Mamin (1873–1955) fort.
| Personendaten    | Personendaten                                                                    |
| ---------------- | -------------------------------------------------------------------------------- |
| NAME             | Blinow, Fjodor Abramowitsch                                                      |
| KURZBESCHREIBUNG | russischer Mechaniker-Autodidakt und Erfinder des weltweit ersten Raupentraktors |
| GEBURTSDATUM     | 25. Juli 1831                                                                    |
| GEBURTSORT       | Nikolskoje, Oblast Saratow                                                       |
| STERBEDATUM      | 24. Juni 1902                                                                    |
| STERBEORT        | Balakowo                                                                         |